# Carrington (Lincolnshire)
Carrington è un villaggio e parrocchia civile dell'Inghilterra, appartenente alla contea del Lincolnshire.